# معدل الارتداد
مُعَدَّلُ اَلْاِرْتِدَادِ (بالانجليزية:Bounce Rate)هو مصطلح تكنولوجي في التسويق الإلكتروني يستخدم في تحليلات الويب وهو النسبة المئوية للزائرين الذين يدخلون موقع أو صفحة موقع ثم يخرجون دون المكوث فيه (يسمى ارتداداً)، أي تلك الزيارات التي غادر فيها الشخص موقعاً إلكترونياً من صفحة الدخول دون التفاعل مع الموقع.
هناك عدد من العوامل التي تساهم في ارتفاع معدل الارتداد. على سبيل المثال، قد يغادر المستخدمون موقع ويب من صفحة الدخول بسبب مشكلات في تصميم الموقع أو في قابلية الاستخدام، أو قد يغادر المستخدمون الموقع أيضًا بعد عرض صفحة واحدة عند العثور على المعلومات التي يحتاجون إليها في تلك الصفحة، دون الحاجة إلى زيارة الصفحات الأخرى أو إبداء اهتمام بذلك.

## أسباب ارتفاع معدل الارتداد
يمكن أن ينتج معدل الارتداد المرتفع عن عامل واحد أو العديد من العوامل المختلفة، وتتضمن ما يلي:

### موقع الصفحة الواحدة
إذا كان موقع الويب يتألف من صفحة واحدة فقط، فإن محلل الويب مثل جوجل أناليتكس لا يسجّل مشاهدات متعددة للصفحة إلا إذا أعاد المستخدمون تحميل تلك الصفحة. ونتيجةً لذلك، غالبًا ما تسجّل مواقع الصفحة الواحدة معدلات ارتداد مرتفعة.

### التنفيذ غير الصحيح
إذا كان هناك ارتفاع معدل الارتداد من موقع مكوّن من صفحات متعددة، فيمك بالتحقق للتأكد من إضافة شفرة التتبع إلى كل صفحات الموقع.

### تصميم الموقع
إذا كانت جميع صفحات الموقع تحتوي على شفرة التتبع ولكن لا يزال هناك ارتفاعًا في معدل الارتداد، يجب مراعاة ما يلي:
إعادة تصميم صفحات الدخول (أو الصفحات المقصودة)
تحسين هذه الصفحات بما يساعد على توافقها بشكلٍ أفضل مع عبارات البحث التي تجلب المستخدمين إلى الموقع، أو مع الإعلانات التي تعرض، أو مع الكلمات الرئيسية التي اشتريت.
تغيير الإعلانات أو الكلمات الرئيسية بما يعكس محتوى الصفحة بشكلٍ أفضل، ويمكن إجراء تغييرات على مستوى الموقع لتحسينه باستخدام تجارب المحتوى.

### سلوك المستخدم
هناك عوامل أخرى قد تعود إلى سلوك المستخدم فقط. على سبيل المثال، عندما يحفظ مستخدم صفحة من صفحات الموقع في الإشارات المرجعية، ثم يزورها، ثم يغادرها، فإن ذلك يُعَد ارتدادًا.

## تحسين معدل الارتداد
نظرًا لتأثير تصميم الموقعك واستخدام جوجل أناليتكس مثلا في معدل الارتداد، يتطلب تحسين معدل الارتداد إجراء تغييرات محددة ومخصصة على موقع الويب وإعداده. ويتميز معدل الارتداد وتحسينه بأنه أمر مستقل مثل نشاط تجاري.
يمكن تحليل بيانات محدّدة. ويمكن أن يختلف معدل الارتداد العام على مستوى الموقع بشكلٍ كبير جدًا نتيجةً للأنشطة التسويقية المختلفة التي يتم تنفيذها في نفس الوقت. ويتعين مراعاة معدل الارتداد لمصادر الزيارات المحددة. وبالإضافة إلى ذلك، يمكن أن يصبح استخدام الأبعاد الأخرى مثل، الوسيط أو الحملة أو الصفحة المقصودة، لتقييم معدل الارتداد أكثر قابلية للتنفيذ من معدل الارتداد العام.
ويمكن تقييم وضبط العوامل التي قد تسهم في معدل الارتداد مثل تخطيط الموقع والتنقل خلاله. لا تستخدم عمليات التنفيذ السابقة إلا كقواعد فقط، ويمكن تحسين معدل الارتداد الحالي المرتبط بالبيانات السابقة. يلزم توفير وقت كافٍ بين التغييرات لجمع بيانات كافية من أجل تقييم تأثير التغييرات في المستخدمين وسلوكياتهم.